# Râul Izvorul Porcului
Râul Izvorul Porcului este un curs de apă, afluent al râului Zârna.

## Hărți
- Harta Județul Argeș
- Munții Iezer  Arhivat în 11 februarie 2012, la Wayback Machine.
- Munții Făgăraș  Arhivat în 8 septembrie 2013, la Wayback Machine.
- Alpinet — Munții Făgăraș